# Theodor Wolff
Theodor Wolff (Berlino, 2 agosto 1868 – Berlino, 23 settembre 1943) è stato un giornalista e scrittore tedesco, capo redattore del quotidiano di orientamento liberale Berliner Tageblatt dal 1906 al 1933.

## Biografia

### Infanzia
Wolff nacque a Berlino, secondo dei quattro figli del grossista di tessuti della Slesia Adam Wolff e di Recha Davidsohn, figlia di un medico di Danzica. Wolff crebbe in una prospera famiglia ebrea e ottenne buoni risultati presso il Königliches Wilhelms-Gymnasium di Berlino.
Sposò nel 1902, a Parigi, l'attrice Marie Louise Charlotte Anna Hickethier (detta Änne), proveniente da una famiglia protestante prussiana. La coppia ebbe tre figli: Richard Wolff (nato a Parigi, il 14 giugno 1906), Rudolf Wolff (nato a Berlino, il 9 luglio 1907) e Lilly Wolff (nata a Berlino, il 7 agosto 1909), che furono battezzati come protestanti.

### Giornalismo
Nel 1887 il cugino di Wolff, Rudolf Mosse, che all'epoca aveva circa 25 anni in più di Wolff, assunse quest'ultimo nella sua azienda di editoria e gli fornì un'approfondita formazione commerciale e giornalistica in tutti i reparti della sua attività editoriale, la "Mosse-Verlag". In quegli anni Wolff trovò anche il tempo per scrivere alcuni dei suoi primi romanzi, ispirati a Theodor Fontane, che ammirava molto, e diverse rappresentazioni teatrali messe in scena a Berlino, anche se nelle sue memorie, più tardi, le avrebbe poi descritte come "non particolarmente illustri". Nel 1889 fu uno dei dieci cofondatori della compagnia teatrale di Berlino, Freie Bühne.
I primi contributi scritti di Wollf al Tageblatt riguardanarono principalmente questioni culturali e letterarie, ma presto spostò la sua attenzione sul giornalismo politico. Uno dei primi successi del giornale fu il bollettino quotidiano sulla salute dell'Imperatore Federico III di Germania (che stava morendo di cancro alla gola). L'imperatore morì nel giugno 1888 e in seguito Wolff intraprese una carriera itinerante, scrivendo pezzi e inviandoli a Berlino via telegrafo dalla Danimarca, dalla Svezia, dalla Norvegia e dall'Italia. Nel 1894, il giornale lo mandò a Parigi, dove avrebbe vissuto per i successivi dodici anni.
Come corrispondente parigino del Berliner Tageblatt Wolff, produsse numerosi contributi sulla vita pubblica in Francia. Nel 1896 divenne noto per la sua copertura dell'Affare Dreyfus, una delle notizie di maggior rilievo nell'Europa occidentale. Le sue prime ambizioni di diventare uno scrittore vennero superate dal suo successo come giornalista.

### Capo redattore delBerliner Tageblatt

#### 1906-1918
Nell'autunno del 1906, Rudolf Mosse offrì a Theodor Wolff il posto più alto al Berliner Tageblatt. Tra il 1906 e il 1933 Wolff servì il Tageblatt come capo redattore, facendolo diventare uno dei giornali più influenti e importanti della Germania. Durante la sua guida la tiratura del giornale passò da 100000 a più di 300000 copie. Nell'articolo principale del lunedì, Wolff esortava spesso i propri concittadini a partecipare alla vita politica, il Tageblatt inoltre si oppose alla "politica delle grandi potenze" e al rischio di isolamento internazionale a cui conduceva la Germania. Sulle questioni interne il giornale favoriva i diritti civili e un approccio liberaldemocratico, sostenendo una "parlamentarizzazione" ("Parlamentarisierung") della costituzione e opponendosi vigorosamente al sistema elettorale delle tre classi che era stato introdotto nel 1849.
In questo periodo Wolff promosse numerosi scrittori tra cui Victor Auburtin, che giocò un ruolo importante nella definizione del profilo liberale del giornale. Nel frattempo, il cancelliere tedesco, Bernhard von Bülow, rifiutò qualsiasi intervista o dichiarazione al Tageblatt mentre il suo successore, Theobald von Bethmann-Hollweg, ordinò a tutti i dipartimenti governativi di stare alla larga dalle opinioni del giornale.
Nel luglio 1916, il Berliner Tageblatt fu temporaneamente bandito. Wolff si rifiutò di pubblicare qualsiasi cosa per diversi mesi e di compromettere la sua linea editoriale, perciò il berlinese Tageblatt continuò a promuovere la visione secondo cui l'unica via per una pace duratura era che la Germania giungesse a un'intesa con la Francia.

#### 1918-1933
Nel novembre 1918 Theodor Wolff divenne uno dei fondatori del Partito Democratico Tedesco  (Deutsche Demokratische Partei, DDP), partito che si poneva come obiettivo quello di proteggere le libertà individuali. Lui stesso svolse un ruolo chiave nel manifesto definitivo del partito, ma nonostante questo non assunse alcuna posizione di leadership all'interno del DDP, preferendo il ruolo di redattore di giornale. Wolff si schierò contro il Trattato di Versailles. Nel 1920 Hermann Müller, che all'inizio dell'estate fu brevemente cancelliere tedesco, invitò Wolff ad assumere la carica di ambasciatore tedesco a Parigi ma, ancora una volta, Wolff rifiutò.
Il 4 dicembre 1926 Wolff lascio il DDP. Le dimissioni arrivarono in risposta all'approvazione da parte di un gran numero di membri del partito del Reichstag di leggi restrittive sulla censura contro la cosiddetta letteratura sporca e scadente. Wolff rimase comunque uno dei principali sostenitori della democrazia, e fu ospite a cena di vari ministri del governo. Nel 1926 convinse Rudolf Olden giornalista e avvocato di orientamento liberale, a spostare la sua base da Vienna a Berlino e a lavorare per il Tageblatt.
La sconfitta militare della Germania nella prima guerra mondiale e le conseguente catastrofe economica contribuirono a indebolire la già fragile democrazia, ciò vide da parte dei tedeschi un più sempre crescente sostegno alla politica di destra. Theodor Wolff e il suo Berliner Tageblatt furono sempre più presi di mira dai nazionalisti. Il suo nome iniziò a comparire sempre più spesso nelle liste di morte di vari gruppi di destra radicale, causando a Wolff l'ansia di condividere il destino di Walther Rathenau, il popolare ministro degli esteri ebreo e membro del DDP che era stato ucciso a colpi d'arma da fuoco da un banda di tre estremisti nel giugno 1922. L'ansia che potesse essere ucciso dai nazisti rimase in lui per il resto della sua vita. La sua controparte di destra Alfred Hugenberg, il caporedattore del Friedrich Hussong, suscitò l'odio popolare nei confronti di Wolff, che identificò come un rappresentante della stampa metropolitana liberale.
Alle elezioni del Reichstag del settembre 1930 il partito nazista aumentò la sua percentuale di voto dal 2,6% al 18,3%, diventando così il secondo partito più importante del Reichstag. L'estremismo di destra divenne improvvisamente molto popolare e al Berliner Tageblatt il proprietario, Hans Lachmann-Mosse, subentrato a suo suocero, impose al giornale una svolta a destra. L'azienda era anche in difficoltà finanziarie grazie a decisioni di investimento poco tempestive e all'intensificazione della concorrenza da parte dell'ormai apertamente antisemita Gruppo Hugenberg.

### Esilio
Durante la notte dell'incendio del Reichstag tra il 27/28 febbraio 1933, Theodor Wolff, il cui nome compariva sulla lista dei morti delle SA, fuggì da Berlino. La sua destinazione iniziale, viaggiando via Monaco, era il Tirolo. Da lì si trasferì in Svizzera. Tuttavia, gli svizzeri rifiutarono di rilasciargli un permesso di soggiorno e alla fine del 1933 Theodor Wolff e sua moglie andarono a Nizza, che dal 1860 faceva parte della Francia.
L'ultimo articolo di Theodor sul Berliner Tageblatt fu quello del 5 marzo 1933, il giorno delle elezioni tedesche. Nel maggio 1933 le opere di Wolff erano tra quelle elencati dal governo per i roghi di libri. Wolff svolse pochissimo ruolo nelle lotte politiche dei molti esuli ebrei tedeschi presenti a Nizza in quel momento. Il 26 ottobre 1937 fu privato della cittadinanza tedesca.
In esilio Wolff tornò a scrivere libri, pur continuando a scrivere occasionalmente artocoli per giornali (non tedeschi). Due suoi lavori di carattere storico-politico ebbero scarso successo. Dedicò il suo ultimo romanzo, Die Schwimmerin alla sua segretaria dei tempi di Berlino, Ilse Stöbe (1911-1942). Un suo progetto su un film basato su questo romanzo, con Greta Garbo nel ruolo da protagonista, non fu mai realizzato.
Nel 1939 Joseph Goebbels raccomandò al suo staff del Ministero della Propaganda di studiare i contributi di Wolff sul giornale che aveva curato. Secondo Goebbels, nonostante fosse ebreo, la qualità della scrittura di Wolff era pari solo a pochissimi in Germania.

### Arresto e morte

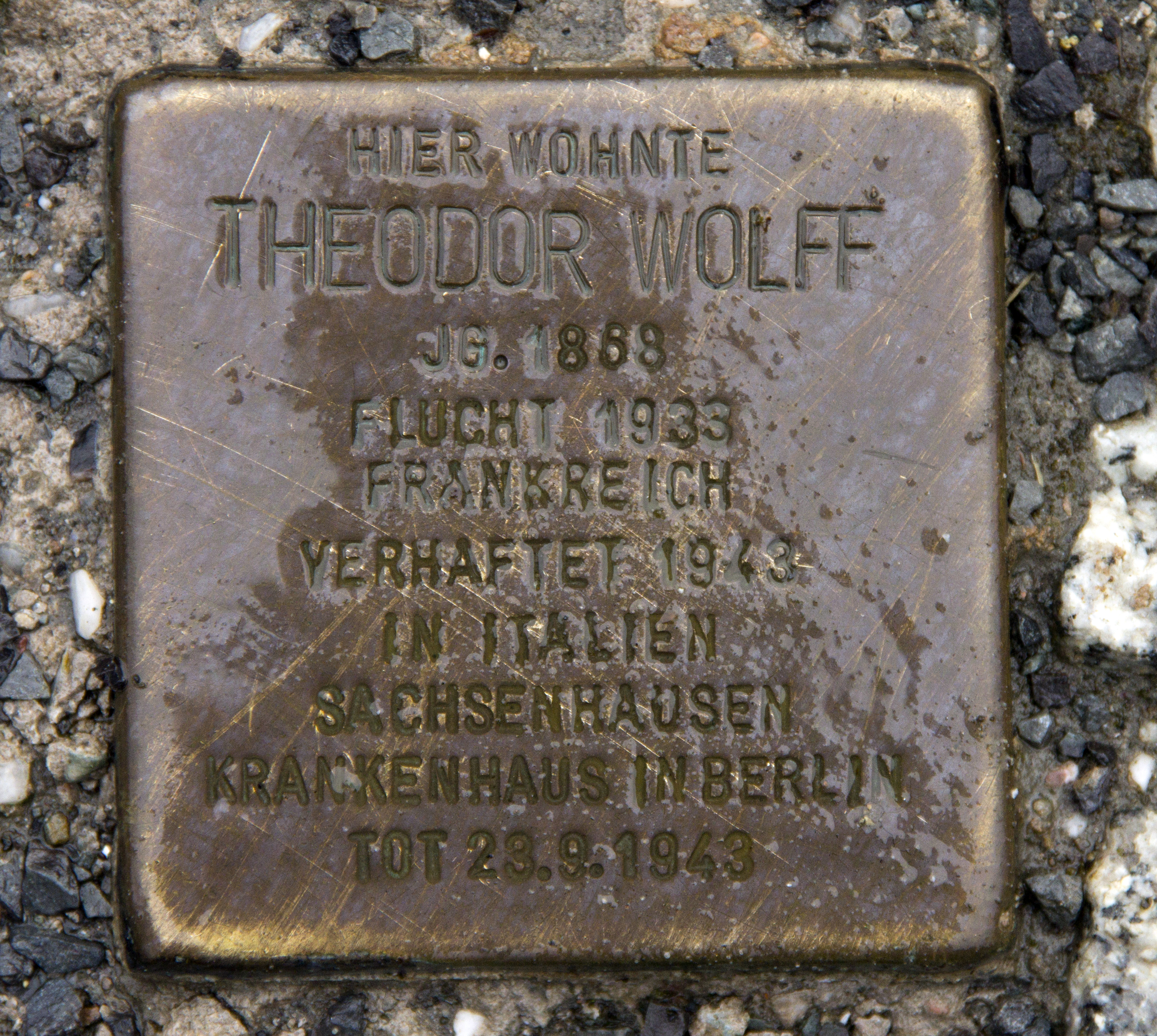
Tomba di Theodor Wolff

Dopo la caduta della Francia, il 22 giugno 1940, Theodor chiese, senza successo, il permesso di emigrare negli Stati Uniti, e perciò rimase a Nizza. La fascia costiera lungo la parte sud-orientale della Francia, compresa Nizza, alla fine del 1942, era in procinto di essere annessa all'Italia, e il successivo 23 maggio Wolff fu arrestato dalle autorità civili italiane. Fu consegnato alla Gestapo e internato in una prigione di Marsiglia prima di essere trasferito al Campo di internamento di Drancy vicino a Parigi. Da qui Wolff fu trasferito nel campo di concentramento di Sachsenhausen a est di Berlino.
Morì il 20 settembre 1943 all'età di 75 anni, tre giorni dopo essere stato ricoverato all'ospedale ebraico di Berlino, a causa della malattia di Flemmone. Il corpo di Theodor Wolff è sepolto nella "fila d'onore" del cimitero ebraico di Weißensee di Berlino.

## Riconoscimenti postumi
Nel 1961 è stato fondato il Premio Theodor Wolff per il giornalismo, che dal 1962 viene assegnato ogni anno. Dal 1973 il premio viene assegnato dall'Associazione tedesca degli editori di giornali (Bundesverband Deutscher Zeitungsverleger ).

## Opere parziali
- Der Heide, novella, Berlino 1891.
- Der Untergang, novella, Berlino 1892.
- Die stille Insel, Berlino 1894.
- Die Sünder. Eine Liebesgeschichte, Berlino 1894.
- Niemand weiß es, Monaco 1895.
- Geistige und künstlerische Beziehungen zwischen Deutschland und Frankreich. In: Fünfundzwanzig Jahre Deutscher Zeitgeschichte – 1872–1897. Jubiläums-Schrift, Berlino 1897.
- Die Königin, Cologne 1898.
- Pariser Tagebuch, Monaco 1908; nuova edizione Berlino 1927.
- Spaziergänge Colonia 1909.
- Vollendete Tatsachen, 1914–1917, Berlino 1918.
- Das Vorspiel Monaco 1924; Parigi 1926.
- Anatole France, Berlino 1924 (pubblicato da lui stesso).
- Der Wettlauf mit der Schildkröte. Gelöste und ungelöste Probleme, Berlino 1929.
- Der Krieg des Pontius Pilatus, Zurigo 1934; Londra 1935; Parigi e New York 1936; Praga 1937.
- Der Marsch durch zwei Jahrzehnte, Amsterdam 1936; Londra 1936, Parigi 1937.
- Die Schwimmerin. Ein Roman aus der Gegenwart Zurigo 1937.